# Gare de Guildwood
La gare de Guildwood est une gare ferroviaire à Toronto en Ontario. La gare est située à l'angle de Kingston Road et de Celeste Drive dans l'est de Toronto. La gare est desservie par la ligne Lakeshore East de GO Transit et les trains interurbains entre Toronto, Ottawa et Montréal de Via Rail Canada. 

## Situation ferroviaire

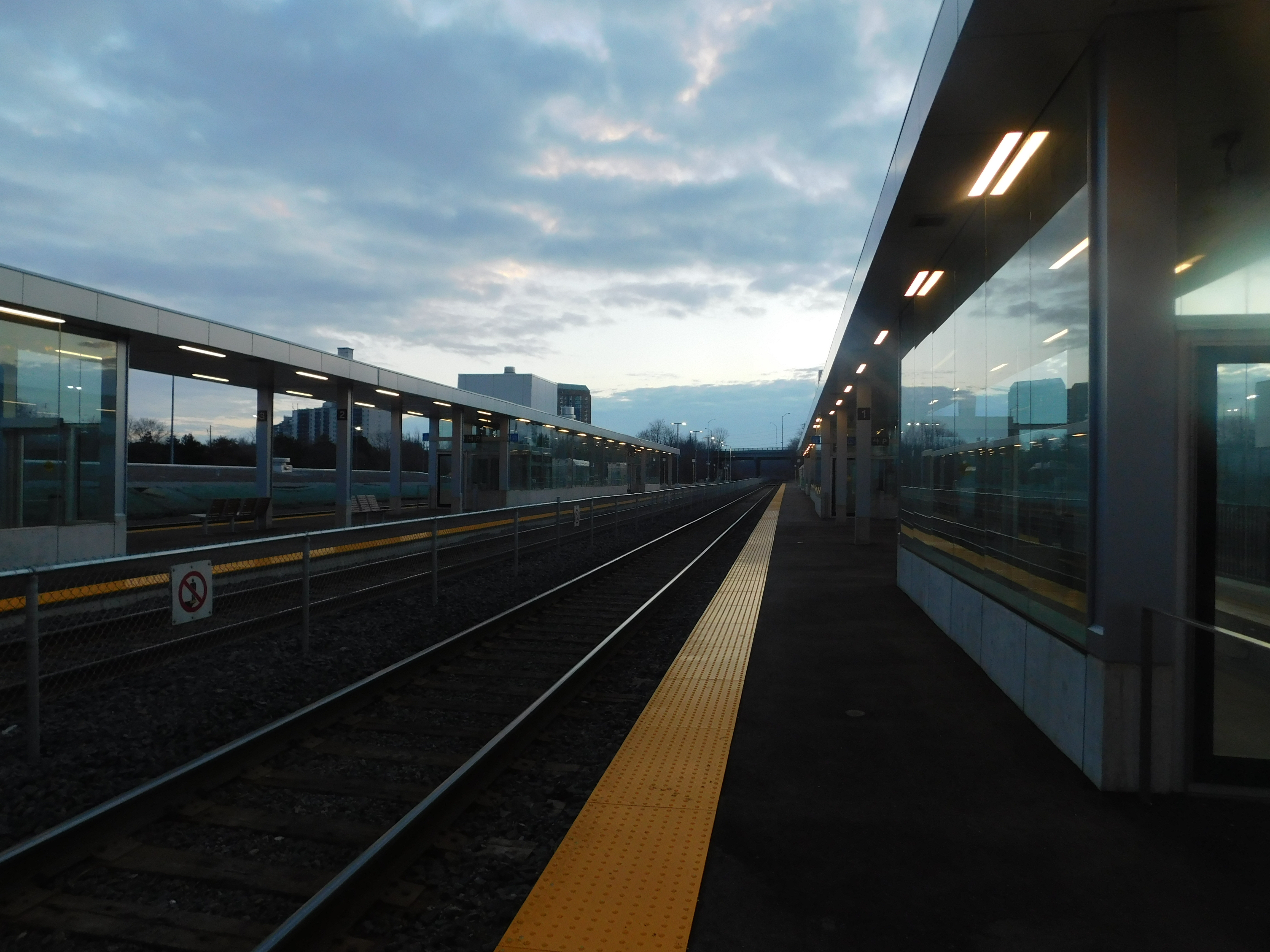
La station en 2019.

La gare est située au point milliaire 321,2 milles (516,9 km) de la subdivision Kingston de Metrolinx, à trois voies, entre les gares de Eglinton et de Rouge Hill.
Malgré la proximité de cette gare avec les gares avoisinantes et la disponibilité des services de bus de la Commission de transport de Toronto (TTC), le stationnement incitatif est souvent plein, ce qui prouve la popularité du service ferroviaire dans le secteur. Trois voies sont posées le long de la subdivision Kingston entre Danforth et Guildwood, car GO Transit a construit une voie supplémentaire lors de la construction des gares en 1967.

## Histoire
Guildwood Village, souvent appelé Guildwood, est un quartier développé autour du Guild Inn, un ancien centre d'artistes et hôtel situé dans le parc Guildwood. Le quartier s'est formé en 1957 avec la présentation de maisons haut de gamme dans l'Avenue of Homes.
La gare a été ouverte le 4 août 1967 par le Canadien National, suivi de GO Transit un mois plus tard. Les services interurbains sont passés à Via Rail en 1979. La gare devait offrir une connexion facile avec les autobus de la TTC, ainsi qu'un stationnement incitatif. Le service de train de banlieue n'étant à l'origine qu'une démonstration, le terrain situé près du viaduc et de l'arrêt d'autobus n'a pu être acquis pour des raisons de coût. Il en résultait une marche assez longue pour les piétons utilisant le transport en commun local.
La gare a longtemps servi de gare ferroviaire interurbaine secondaire à Toronto, offrant une deuxième option aux usagers de Via Rail qui traversent Toronto, en plus de la gare Union, plus fréquentée.
Entre 2016 et 2019, Guildwood a fait l'objet d'une rénovation majeure qui a reconstruit la gare. Elle dispose désormais d'un bâtiment avec une salle d'attente plus grande et des toilettes intérieures, de nouveaux tunnels, de quais modernisés, et d'un stationnement incitatif qui facilite la circulation.

## Service aux voyageurs

### Accueil
La billetterie de GO Transit est ouverte en semaine de 6 h à 20 h 45, les fins de semaine et jours fériés de 6 h 30 à 20 h 45. L'ambassadeur de la gare GO peut aider les clients à configurer un type de tarif ou à définir un trajet par défaut sur la carte Presto. Les clients disposent également d'options en libre-service, notamment l'achat d'un billet papier dans un distributeur automatique de billets, le chargement d'une carte Presto dans un distributeur automatique de billets compatible avec Presto, l'achat d'un billet électronique avec leur smartphone et le paiement au valideur avec une carte de crédit sans contact ou une carte Presto.
Aucun personnel de Via Rail n'est présent à la gare et les voyageurs de Via Rail doivent acheter des billets en ligne ou par téléphone. Le service d'enregistrement des bagages n'est pas offert à cette gare.
La gare est équipée d'une salle d'attente, des toilettes, des abris de quai chauffés, de Wi-Fi, d'un téléphone payant, des supports à vélo, d'un débarcadère, et d'un stationnement incitatif. Le stationnement incitatif comprend des places de covoiturage et une station d'autopartage Zipcar. La gare est accessible aux fauteuils roulants.

### Dessert
À compter du 24 septembre 2022, les trains de Lakeshore East s'arrêtent à la gare toutes les 15 minutes en pointe et toutes les 30 minutes hors pointe. Les trains en direction ouest continuent au-delà de la gare Union vers Aldershot, Hamilton, West Harbour et Niagara Falls.
La gare est également desservie par cinq à six trains par jour vers Montréal, six à sept trains par jour vers Ottawa.

### Intermodalité
La ligne de bus 86 Scarborough s'arrête à Kingston Road et Celeste Drive, l'intersection la plus proche de la gare. La ligne relie la station Kennedy et le Zoo de Toronto. La gare est également desservie par la ligne 12D Kingston Road, une ligne de bus locale qui relie la station Victoria Park et l'Université de Toronto à Scarborough aux heures de pointe seulement, la ligne 986 Scarborough Express, une ligne express qui se termine au terminus Meadowvale. La ligne 334 Eglinton East est un autobus de nuit qui relie entre la station Eglinton et Malvern.